# Португальська Східна Африка
Португальський Мозамбік (порт. Moçambique) або Португальська Східна Африка (порт. África Oriental Portuguesa) — були загальними термінами, якими Мозамбік позначався в історичний період, коли був португальською колонією.

## Назва
Протягом своєї історії колонія носила такі офіційні найменування:
- 1501—1569: Капітанство Софала (порт. Capitania de Sofala)
- 1570—1676: Капітанство Мозамбік і Софала (порт. Capitania de Moçambique e Sofala)
- 1676—1836: Генерал-капітанство Мозамбік і річок Софали (порт. Capitania-Geral de Moçambique e Rios de Sofala)
- 1836—1891: Провінція Мозамбік (порт. Província de Moçambique)
- 1891—1893: Держава Східна Африка (порт. Estado da África Oriental[1])
- 1893—1926: Провінція Мозамбік (порт. Província de Moçambique)
- 1926—1951: Колонія Мозамбік (порт. Colónia de Moçambique)
- 1951—1972: Провінція Мозамбік (порт. Província de Moçambique)
- 1972—1975: Держава Мозамбік (порт. Estado de Moçambique)

## Історія

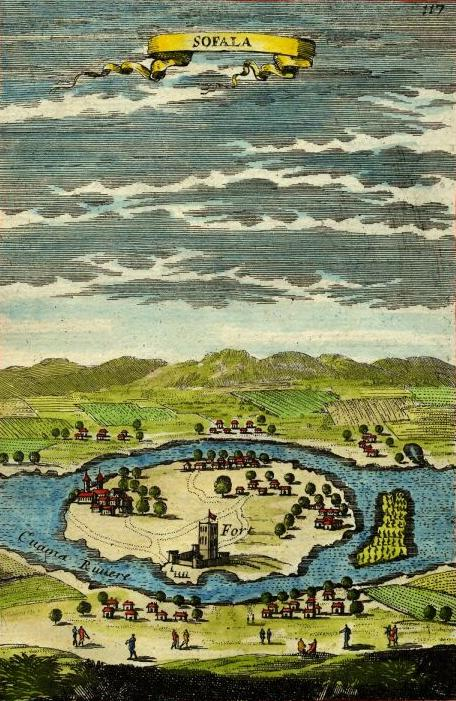
Софала в 1683 році

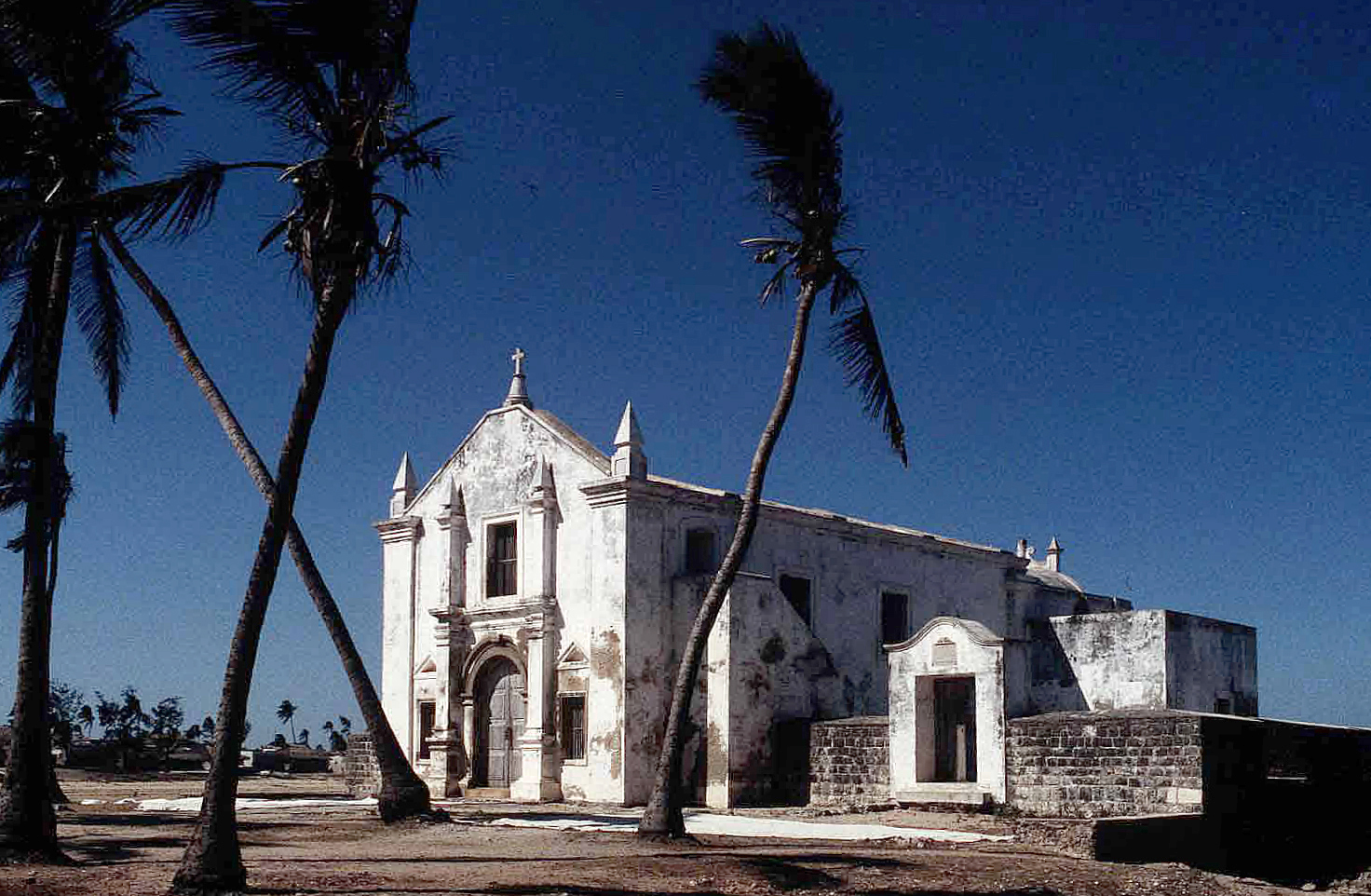
Острів Мозамбік — невеликий кораловий острів у гирлі затоки Моссуріль на узбережжі Накала на півночі країни, який вперше досліджувався європейцями наприкінці XV століття

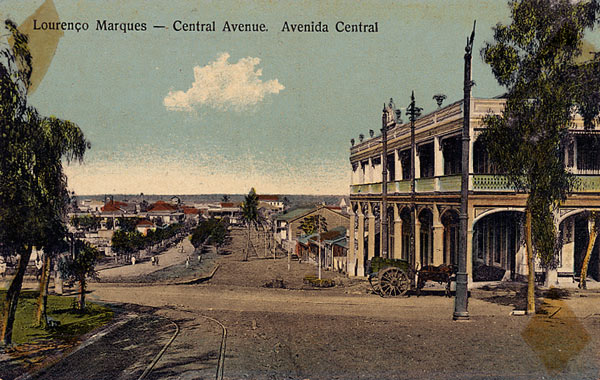
Лоуренсу Маркіш в 1905 році

Коли португальські моряки експедиції Васко да Гами досягли Мозамбіку 1498 року, на узбережжі вже існували арабські торгові поселення. У 1505 році португальці захопили місто Софала і розпочали колонізацію Мозамбіку, .
Господарське освоєння Мозамбіку португальцями почалося наприкінці XVI ст. Вони побудували форти Сена, Тете, Софала та фортецю Ілля-де-Мозамбік на острові Мозамбік. У 1558 році засновано перший форт Сан-Себастьян, де зупинялися судна, що йдуть в Індію або з Індії, і відправлялися експедиції в середину материка в пошуках золота. До 1572 року територією Португальської Східної Африки управляв віцекороль або губернатор Португальської Індії зі своєї резіденції в Гоа.
У пошуках золота конкістадори освоювали землі вздовж річки Замбезі та поселялися у внутрішніх районах Мономотапи де створювали феодальні володіння — «прази» своєрідні земельні концесії, які надавалися їм у володіння на правах вічного користування королем Португалії. Розміри цих празів досягали 50 тис. км², на яких використовувалася праця рабів. Почала вирощуватися кукурудза і маніока, а також розводитися велика рогата худоба. Тропічні хвороби і непокірність місцевого населення ускладнювали ведення господарства.
Розграбування країни колонізаторами і їх жорстоке поводження з місцевими жителями в 1627—1632 роках призвело до загального повстання, а наприкінці XVII ст. антипортугальський рух очолив вождь племені розві Чангаміре Домбі. Новий верховний правитель Ньякамбіро уклав союз із повстанцями, і їх об'єднані війська вигнали португальців за межі Мономотапи.
Імперія Розві певний період контролювала видобуток золота на копальнях території і успішно відбивала спроби португальців захопити їх, але в 1629 році вождь Мвене Мутапа визнав сюзеренітет Португалії. У результаті численних воєн африканська держава поступово розпалася, а влада вождів Мономотапи утрималася лише у невеликому районі на заході від поселення Тете.
У 1781 році португальці заклали поселення — фортецю Лоренсу-Маркіш (нинішнє м. Мапуту), назване на честь португальського торговця, який ще із середини 1540-х років вів активну торгівлю із вождями місцевих африканських племен. Починаючи з 1810-х років торгівля рабами стала прибутковішою, ніж торгівля слоновою кісткою. У 1850 році работоргівля офіційно була заборонена, але, незважаючи на це, до 1880-х років продовжувалося незаконне вивезення невільників з інших колоній та держав.
У 1852 році португальські володіння були оголошені окремою колонією Мозамбік. До середини XIX ст. система «праз» стала малоприбутковою і не приносила значних прибутків до королівської скарбниці, і хоча ця система з набуттям території статусу окремої колонії була ліквідована, господарства празейруш продовжували існувати до 1890-х років.
Підкорення внутрішніх районів Мозамбіку продовжувалося до початку XX ст., що викликало у племен обурення і супроводжувалося частими антипортугальськими повстаннями. У 1910 році була підкорена остання незалежна держава на узбережжі — султанат Анґоче. Повний контроль над внутрішніми територіями був встановлений лише на початку 1920-х років. Колонією керував генерал-губернатор, якому підпорядковувалися території всіх провінцій. На місцях колоніальна влада опиралася на місцевих вождів, які збирали податки і вербували робочу силу для праці на плантаціях та копальнях.
У 1895—1897 роках була проведена адміністративна реформа: колонію поділили на дистрикти, округи й пости. Також визначалися роздільні зони проживання європейського і неєвропейського населення. У 1895 році в поселенні Лоренсу-Маркіш була побудована залізниця, що з'єднала місто з Преторією. Це спричинило швидке зростання населення. У 1897 олці адміністративним центром колонії стало місто Лоренсу-Маркиш.
11 лютого 1891 року в центральних містах Мозамбіку Маніка та Софала була створена королівська торгова компанія зі стартовим капіталом 40 тис. фунтів стрелінгів, отриманих від фінансистів із Німеччини, Великої Британії та Південної Африки. Концесія була надана на термін у 50 років, протягом яких компанія могла не тільки використовувати природні ресурси і місцеву робочу силу (у тому числі й примусову працю), а й надавати субконцесії. Компанія мала штаб-квартиру в Бейрі, де здійснювала державне управління, а також управляла поштовими відділеннями. Вона також заснувала приватний банк Banco-da-Beira.
Але посягання португальців на території між Мозамбіком і Анголою суперечили інтересам Великої Британії. Після тривалих дискусій між сторонами 11 червня 1891 року було укладено договір, який визначив межі сучасного Мозамбіку. Згідно з договором, уряд Португалії віддав більше половини їхніх територій в оренду англійським і бельгійським компаніям, діяльність яких була зосереджена переважно на будівництві морських портів і залізниць, необхідних для транспортування сільськогосподарської продукції та корисних копалин.
Компанії Мозамбіку, Замбезі та Ньяса побудували залізниці, які зв'язали Мозамбік із сусідніми колоніями Великої Британії. За домовленістю з британським урядом Південної Африки в 1860—1880-х роках чоловіче населення південних районів стали вербувати для роботи на плантаціях цукрової тростини у провінції Наталь та на шахти Трансваалю. Активне використання примусової праці призвело до повстань проти компанії в 1902 і 1917 роках. 
Після Першої світової війни, у результаті розподілу німецьких колоній та згідно Версальського договору, у 1919 році до Мозамбіку було приєднано район Кіонгського трикутника. У 1920—1930-х роках у колоніях почався національно-визвольний рух проти колонізаторів. Були створені антипортугальські організації «Африканська ліга» та «Асоціація племен Мозамбіку». У 1926 році, після встановлення в Португалії військової диктатури Антоніу Салазара та в період світової економічної кризи (1929—1933), посилилася експлуатація робітників на плантаціях, будівництві залізничних та шосейних доріг, а також була впроваджена нова система оподаткування. Відмова корінного населення каралася каторжними роботами. Примусові роботи були пов'язані з культивуванням бавовни, і покарання «поїздкою на північ» здійснювалося в разі допущеного робітником браку на виробництві або за запізнення на роботу. Через розширення бавовняних плантацій посівні площі скорочувалися. що викликало в колонії часті спалахи голоду.
На початку 1940-х років порушення обіцяного забезпечення законності і порядку в торгових компаніях для португальського уряду стали збитковими. Через неефективність компаній у 1942 році договір не було продовжено, і 18 липня 1942 року територія Маніки та Софали була передана португальській колоніальній владі, а Мозамбіцька компанія продовжила працювати в сільському та комерційному секторах.
Під час Другої світової війни переважно велася активна торгівля колоніальними товарами з країнами антигітлерівської коаліції, але водночас підтримувалися торговельні зв'язки з Німеччиною. У 1949 та в 1951 роках вибухнули страйки столичних докерів та повстання залізничників у Тете. У 1951 році Португалія оголосила Мозамбік своєю «заморською провінцією».
20 жовтня 1961 року Мозамбіцька торгова компанія стала приватним підприємством, яке пізніше перетворилося в холдинг. 6 вересня 1972 року компанія повністю припинила свою діяльність.
На початку 1960-х років за межами країни були створені антиколоніальні політичні групи «Африканський національний союз Мозамбіку» та «Національно-демократичний союз», які в 1962 році об'єдналися у Фронт визволення Мозамбіку (ФРЕЛІМО) на чолі з Едуардо Мондлане. У 1963 році внутрішні конфлікти серед різних етнічних груп населення ледь не привели до розколу об'єднання. В організації залишилися прибічники Мондлане, які були підтримані «Організацією африканської єдності», визнаною як основна партія Мозамбіку. 25 вересня 1964 року партія ініціювала загальну збройну боротьбу проти португальської колоніальної влади. Підтримуючи тісний зв'язок із повстанськими групами Анголи (МПЛА) та Гвінеї-Бісау (ПАІГК) та спираючись на бази в Танзанії та на підтримку СРСР і Китаю, ФРЕЛІМО вів активні бойові дії в північних регіонах країни та проводив на підконтрольній території партійні з'їзди.
На кінець 1967 року визвольна армія, яка налічувала на той час понад 8 тис. чол., перейшла від диверсій до захоплення адміністративних центрів та звільнення цілих районів. Незважаючи на те, що португальська армія налічувала 30 тис. чол. та користувалася економічною та військовою підтримкою британських колонізаторів Південної Родезії, визвольній армії вдалося звільнити бл. 200 тис. км². 3 лютого 1969 року в результаті терористичного акту Едуардо Мондлане було вбито. У 1970 році новим лідером ФРЕЛІМО було обрано Самору Машела.
У липні 1972 року держава отримала статус «штату», залишаючись при цьому в повній економічній залежності від Португалії. У квітні 1974 року група армійських офіцерів, які втратили віру в перемогу в колоніях, здійснила в Португалії військовий переворот, відомий як Революція гвоздик, після чого почався діалог з африканськими повстанцями. Новий португальський уряд узяв курс на відмову від політики колоніалізму, і після переговорів 7 вересня 1974 року у Лусаці (Замбія) між керівництвом ФРЕЛІМО та Португалією досягнуто домовленість про надання Мозамбіку незалежності. Було створено перехідний уряд, до якого увійшли представники ФРЕЛІМО та португальського уряду на чолі з Ж. Чіссано. 25 червня 1975 року проголошено Народну Республіку Мозамбік.

## Географія
Велика частина прибережної зони колонії була розташована в низовині. Малися піщані дюни і болота. У прибережних водах росли коралові рифи. У внутрішніх районах були розташовані гірські масиви та плоскогір'я. Цілий рік спекотно. Сезон дощів тривав з листопада по березень, у квітні-серпні сухо.

## Економіка
У колонії було розташовано кілька дрібних портів, а головний порт колонії, столиця — Лоуренсу Маркіш — була пов'язана залізницею з Трансваалем. Головним постачальником золота було місто Бейра. Воно пов'язане залізницею з Інямбане, Шинде, Келімане, Бо та провінцією Мозамбік. Крім того, багато великих річок і озеро Ньяса були шляхами сполучення. З Європи (Португальська колоніальна імперія, Німецька імперія та Британська імперія) в Португальський Мозамбік ходили пароплави.
За сприяння майора Фрейре де Андраде колонія добилася великих успіхів у розвитку. У 1892 році його статок оцінювався в 4951 реал, у 1901-му — 21 542. Завдяки йому в 1892—1899 роках столиця колонії була розширена в 10 разів.
Внутрішня торгівля здійснювалася тубільцями. На узбережжях колонізатори будували англійські будинки. У Португальському Мозамбіку використовувався державний лад Британської Східної Африки, який був створений на основі королівського указу. Все ж колонія залишалася нерозвиненою через брак коштів.
Територія Португальської Східної Африки була багата корисними копалинами. У великих кількостях вироблявся цукор. У безмежних лісах росли дерева цінних порід.

## Адміністративний поділ
Територія Португальської Східної Африки ділилася на такі провінції: Мозамбік, Замбезі, Тете, Іньямбане, Лоуренсу-Маркіш та військовий округ Газа. Кожною провінцією керував губернатор, резиденція генерал-губернатора була в Лоуренсу Маркіш.

## Суспільство
Корінним населенням колонії була група народів банту, чисельністю 3 000 000 осіб. Число білих жителів у колонії становило всього кілька тисяч.
Територія колонія була поділена на 7 судових округів, на чолі яких стояли 3 судді. Кожне місто мало свою єпархію, які, в свою чергу, підпорядковувалися Патріархату Ост-Індій, розташованому в Гоа.
Судовий контроль здійснювався колоніальними військами та річковою поліцією. Митниці підпорядковувалися уряду. Лише у великих містах були початкові школи.